# 200 metros estilos
200 metros estilos ou 200 metros medley é uma prova de natação. A prova é disputada individualmente e é composta por quatro percursos de 50 metros cada, em cada um dos quatro estilos, de acordo com uma ordem pré-determinada: borboleta (mariposa), costas, peito (bruços) e livre, respectivamente.
Os 200 metros estilos foram integrados no programa olímpico na década de 1960, em Tóquio 1964 para os homens e quatro anos depois, na edição da Cidade do México 1968, para as senhoras. Os Estados Unidos da América são o país com mais medalhas, enquanto que a Hungria e a Ucrânia são as nações europeias com mais tradição nesta prova.

## Recordes mundiais masculinos

### Piscina longa (50 metros)
| Tempo   | Nadador             | Data                   |
| ------- | ------------------- | ---------------------- |
| 2:30.7  | George Harrison     | 24 de agosto de 1956   |
| 2:29.1  | Frank Brunnell      | 19 de julho de 1958    |
| 2:26.2  | Gary Heinrich       | 27 de junho de 1959    |
| 2:24.7  | Lance Larson        | 11 de julho de 1959    |
| 2:22.2  | John McGill         | 23 de julho de 1960    |
| 2:22.1  | Ted Stickles        | 23 de julho de 1960    |
| 2:21.3  | Ted Stickles        | 2 de julho de 1961     |
| 2:20.5  | Ted Stickles        | 22 de julho de 1961    |
| 2:19.6  | Ted Stickles        | 19 de agosto de 1961   |
| 2:15.9  | Ted Stickles        | 19 de agosto de 1961   |
| 2:15.5  | Richard Roth        | 2 de agosto de 1964    |
| 2:14.9  | Richard Roth        | 15 de agosto de 1964   |
| 2:13.1  | Greg Buckingham     | 24 de julho de 1966    |
| 2:12.4  | Greg Buckingham     | 21 de agosto de 1966   |
| 2:11.3  | Greg Buckingham     | 23 de agosto de 1967   |
| 2:10.6  | Charles Hickcox     | 31 de agosto de 1968   |
| 2:09.6  | Gary Hall           | 17 de agosto de 1969   |
| 2:09.5  | Gary Hall           | 23 de agosto de 1970   |
| 2:09.3  | Gunnar Larsson      | 12 de setembro de 1970 |
| 2:09.30 | Gary Hall           | 2 de agosto de 1972    |
| 2:07.17 | Gunnar Larsson      | 3 de setembro de 1972  |
| 2:06.32 | David Wilkie        | 24 de agosto de 1974   |
| 2:06.32 | Steve Furniss       | 1 de setembro de 1974  |
| 2:06.08 | Bruce Furniss       | 23 de agosto de 1975   |
| 2:05.31 | Graham Smith        | 4 de agosto de 1977    |
| 2:05.24 | Aleksandr Sidorenko | 9 de julho de 1978     |
| 2:04.39 | Steve Lundquist     | 2 de agosto de 1978    |
| 2:03.56 | Graham Smith        | 24 de agosto de 1978   |
| 2:03.29 | Jesse Vassallo      | 6 de julho de 1979     |
| 2:03.24 | Bill Barrett        | 1 de agosto de 1980    |
| 2:02.78 | Alex Baumann        | 29 de julho de 1981    |
| 2:02.25 | Alex Baumann        | 1 de agosto de 1982    |
| 2:01.42 | Alex Baumann        | 4 de agosto de 1984    |
| 2:00.56 | Tamás Darnyi        | 23 de agosto de 1987   |
| 2:00.17 | Tamás Darnyi        | 25 de setembro de 1988 |
| 2:00.11 | David Wharton       | 20 de agosto de 1989   |
| 1:59.36 | Tamás Darnyi        | 13 de janeiro de 1991  |
| 1:58.16 | Jani Sievinen       | 11 de setembro de 1994 |
| 1:57.94 | Michael Phelps      | 29 de junho de 2003    |
| 1:57.52 | Michael Phelps      | 24 de julho de 2003    |
| 1:56.04 | Michael Phelps      | 25 de julho de 2003    |
| 1:55.94 | Michael Phelps      | 9 de agosto de 2003    |
| 1:55.84 | Michael Phelps      | 20 de agosto de 2006   |
| 1:54.98 | Michael Phelps      | 29 de março de 2007    |
| 1:54.80 | Michael Phelps      | 4 de julho de 2008     |
| 1:54.23 | Michael Phelps      | 15 de agosto de 2008   |
| 1:54.10 | Ryan Lochte         | 30 de julho de 2009    |
| 1:54.00 | Ryan Lochte         | 28 de julho de 2011    |
| 1:52.69 | Léon Marchand       | 30 de julho de 2025    |

### Piscina curta (25 metros)
| Tempo   | Nadador         | Data                    |
| ------- | --------------- | ----------------------- |
| 1:57.19 | Jani Sievinen   | 17 de janeiro de 1992   |
| 1:56.84 | Jani Sievinen   | 22 de janeiro de 1993   |
| 1:56.62 | Jani Sievinen   | 7 de fevereiro de 1993  |
| 1:55.59 | Jani Sievinen   | 10 de fevereiro de 1993 |
| 1:54.65 | Jani Sievinen   | 21 de abril de 1994     |
| 1:54.65 | Attila Czene    | 23 de março de 2000     |
| 1:53.93 | George Bovell   | 25 de março de 2004     |
| 1:53.46 | László Cseh     | 8 de dezembro de 2005   |
| 1:53.31 | Ryan Lochte     | 7 de abril de 2006      |
| 1:53.14 | Thiago Pereira  | 18 de novembro de 2007  |
| 1:52.99 | László Cseh     | 13 de dezembro de 2007  |
| 1:51.56 | Ryan Lochte     | 11 de abril de 2008     |
| 1:51.55 | Darian Townsend | 15 de novembro de 2009  |
| 1:50.08 | Ryan Lochte     | 17 de dezembro de 2010  |
| 1:49.63 | Ryan Lochte     | 15 de dezembro de 2012  |

## Recordes mundiais femininos

### Piscina longa (50 metros)
| Tempo   | Nadadora        | Data                  |
| ------- | --------------- | --------------------- |
| 2:48.2  | Patty Kempner   | 27 de abril de 1957   |
| 2:47.7  | Becky Collins   | 20 de julho de 1958   |
| 2:43.2  | Sylvia Ruuska   | 16 de agosto de 1958  |
| 2:40.3  | Sylvia Ruuska   | 14 de janeiro de 1959 |
| 2:40.1  | Donna de Varona | 13 de maio de 1961    |
| 2:37.1  | Donna de Varona | 9 de julho de 1961    |
| 2:35.0  | Donna de Varona | 12 de agosto de 1961  |
| 2:33.3  | Donna de Varona | 18 de agosto de 1962  |
| 2:31.8  | Donna de Varona | 27 de julho de 1963   |
| 2:30.1  | Donna de Varona | 11 de julho de 1964   |
| 2:29.9  | Donna de Varona | 1 de agosto de 1964   |
| 2:29.0  | Lynn Vidali     | 22 de julho de 1966   |
| 2:27.8  | Claudia Kolb    | 21 de agosto de 1966  |
| 2:27.5  | Claudia Kolb    | 8 de julho de 1967    |
| 2:26.1  | Claudia Kolb    | 30 de julho de 1967   |
| 2:25.0  | Claudia Kolb    | 18 de agosto de 1967  |
| 2:23.5  | Claudia Kolb    | 25 de agosto de 1967  |
| 2:23.07 | Shane Gould     | 28 de agosto de 1972  |
| 2:23.01 | Kornelia Ender  | 13 de abril de 1973   |
| 2:20.51 | Andrea Hubner   | 4 de setembro de 1973 |
| 2:18.97 | Ulrike Tauber   | 18 de agosto de 1974  |
| 2:18.83 | Ulrike Tauber   | 10 de junho de 1975   |
| 2:18.30 | Ulrike Tauber   | 12 de março de 1976   |
| 2:17.14 | Kornelia Ender  | 5 de junho de 1976    |
| 2:16.96 | Ulrike Tauber   | 10 de julho de 1977   |
| 2:15.95 | Ulrike Tauber   | 20 de agosto de 1977  |
| 2:15.85 | Ulrike Tauber   | 28 de agosto de 1977  |
| 2:15.09 | Tracy Caulkins  | 2 de agosto de 1978   |
| 2:14.07 | Tracy Caulkins  | 20 de agosto de 1978  |
| 2:13.69 | Tracy Caulkins  | 5 de janeiro de 1980  |
| 2:13.00 | Petra Schneider | 24 de maio de 1980    |
| 2:11.73 | Ute Geweniger   | 4 de julho de 1981    |
| 2:11.65 | Lin Li          | 30 de julho de 1992   |
| 2:09.72 | Yanyan Wu       | 17 de outubro de 1997 |
| 2:08.92 | Stephanie Rice  | 25 de março de 2008   |
| 2:08.45 | Stephanie Rice  | 13 de agosto de 2008  |
| 2:07.03 | Ariana Kukors   | 26 de julho de 2009   |
| 2:06.15 | Ariana Kukors   | 27 de julho de 2009   |
| 2:06.12 | Katinka Hosszú  | 2 de agosto de 2015   |

### Piscina curta (25 metros)
| Tempo   | Nadadora         | Data                   |
| ------- | ---------------- | ---------------------- |
| 2:07.79 | Allison Wagner   | 5 de dezembro de 1993  |
| 2:06.13 | Kirsty Coventry  | 12 de abril de 2008    |
| 2:04.64 | Evelyn Verrasztó | 10 de dezembro de 2009 |
| 2:04.60 | Julia Smit       | 19 de dezembro de 2009 |
| 2:04.39 | Katinka Hosszú   | 7 de agosto de 2013    |
| 2:03.20 | Katinka Hosszú   | 7 de outubro de 2013   |
| 2:02.61 | Katinka Hosszú   | 27 de agosto de 2014   |
| 2:02.13 | Katinka Hosszú   | 31 de agosto de 2014   |
| 2:01.86 | Katinka Hosszú   | 6 de dezembro de 2014  |